# 拉勒索尔
拉勒索尔（法語：Larressore，法語發音：[laʁəsɔʁ]）是法国大西洋比利牛斯省的一个市镇，属于巴约讷区。

## 地名
该地名“Larressore”发音特殊，其发音为[laʁəsɔʁ]，不符合字母“e”在两相同辅音字母前发/ɛ/（如“verrière”，[vɛʁjɛʁ]）或/e/（如“message”，[mesaʒ]）的法语基本发音规则。

## 地理
拉勒索尔（43°22'13"N, 1°26'21"W）面积10.76 平方千米，位于法国新阿基坦大区大西洋比利牛斯省，该省份为法国东南部省份，涵盖了贝阿恩与北巴斯克，西临大西洋比斯開灣，北至朗德省，东北接热尔省，东临上比利牛斯省，南与西班牙接壤。
与拉勒索尔接壤的市镇（或旧市镇、城区）包括：康博莱班、埃斯珀莱特、阿尔苏、伊察苏、雅楚、于斯塔里茨。
拉勒索尔的时区为UTC+01:00、UTC+02:00（夏令时）。

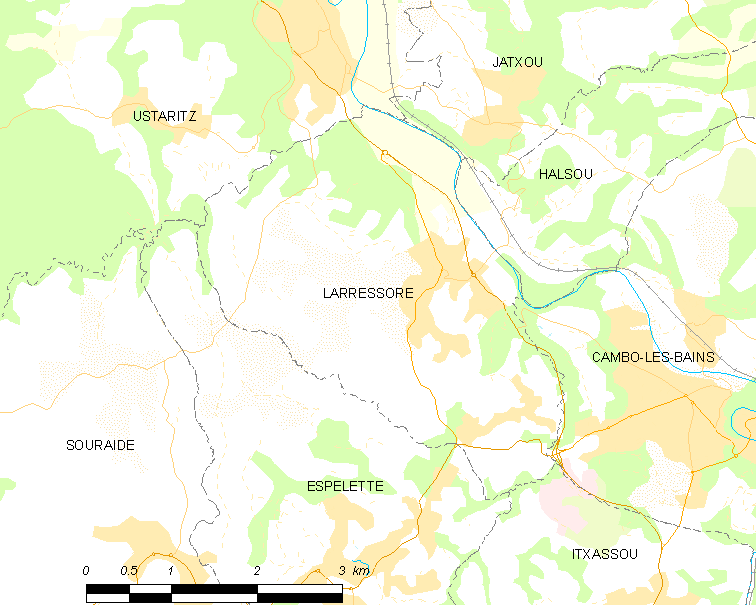
拉勒索尔的OSM定位图

## 行政
拉勒索尔的邮政编码为64480，INSEE市镇编码为64317。

## 政治
拉勒索尔所属的省级选区为巴伊古拉-蒙达兰县。

## 人口

1962-2008年间拉勒索尔人口变化图示

拉勒索尔于2022年1月1日时的人口数量为2123人。